# Cherry AB
Cherry AB var ett svenskt bolag som grundades 1963 under namnet AB Restaurang Rouletter av Bill Lindwall och Rolf Lundström. 1972 varumärkesregistrerades namnet Cherry och företagets körsbärssymbol. Cherry listades på Aktietorget 2006, flyttades till Nasdaq 2017 och avnoterades 2019.